# Santa Monica
För andra betydelser, se Santa Monica (olika betydelser).
Santa Monica är en stad i västra delen av Los Angeles storstadsområde i Kalifornien i USA med cirka 93 000 invånare (år 2020). Staden är uppkallad efter helgonet Monika av Hippo, Augustinus mor.
Santa Monica, som är en populär badort, ligger vid kusten och karaktäriseras av många turister, affärs- och restaurangstråk, bland annat gågatan Third Street Promenade, parken Palisades Park med utsikt över havet och den berömda piren Santa Monica Pier. I norr gränsar Santa Monica mot Los Angeles stadsdelar Pacific Palisades och Brentwood, i öster mot Westwood och West Los Angeles och i söder mot Venice.
De viktigaste branscherna inom industrin i staden är flyg- och teleindustrin. Flera multinationella företag har huvudkontor i Santa Monica, främst inom spelutveckling.
Staden Santa Monica har länge styrts av demokrater på vänsterkanten och är känd för sin vänsterpolitik.
I staden finns sedan 1972 världens förnämsta klubb för sprintlöpare, Santa Monica Track Club, som bland annat Carl Lewis representerade.
Santa Monica förekommer i en mängd filmer och TV-serier.
Den amerikanska rapparen Big Sean föddes i Santa Monica.

## Kända personer som bor, eller har bott, i Santa Monica
- Jeff Bridges, skådespelare (på Adelaide Drive).
- Mel Brooks, komiker, skådespelare och filmregissör.
- Nat King Cole, sångare och musiker.
- Ry Cooder, musiker och låtskrivare.
- Jane Fonda, skådespelerska.
- Arnold Schwarzenegger, skådespelare och politiker (bodde här på tidigt 1970-tal).

### Fotnoter
1. ↑  ”2010 Census Gazetteer Files”. US Census Bureau. Arkiverad från originalet den 14 juli 2012. https://www.webcitation.org/699nOulzi?url=http://www.census.gov/geo/www/gazetteer/files/Gaz_places_national.txt. Läst 14 juli 2012.
2. ↑  ”Santa Monica (city), California” (på engelska). State & County Quickfacts. U.S. Census Bureau,. Arkiverad från originalet den 29 augusti 2012. https://www.webcitation.org/6AHafznaJ?url=http://quickfacts.census.gov/qfd/states/06/0670000.html. Läst 29 augusti 2012.
3. ↑  ”2010 ZIP Code Tabulation Area (ZCTA) Relationship Files”. U.S. Census Bureau. 8 mars 2010. Arkiverad från originalet den 25 augusti 2012. https://www.webcitation.org/6ABdwXxbq?url=http://www.census.gov/geo/www/2010census/zcta_rel/zcta_place_rel_10.txt. Läst 25 augusti 2012.
4. 1 2  Skatvik, Frida (2024-07-12). ”Santa Monica” (på norska). Store norske leksikon. https://snl.no/Santa_Monica. Läst 31 oktober 2024.
5. 1 2 3  ”Santa Monica - Uppslagsverk - NE.se”. www.ne.se. https://www.ne.se/uppslagsverk/encyklopedi/l%C3%A5ng/santa-monica. Läst 31 oktober 2024. [inloggning kan krävas]